# Arctia rubroflammea
Arctia rubroflammea là một loài bướm đêm thuộc phân họ Arctiinae, họ Erebidae.